# Polyommatus privata
Polyommatus privata är en fjärilsart som beskrevs av Schoenfeld 1924. Polyommatus privata ingår i släktet Polyommatus och familjen juvelvingar. Inga underarter finns listade i Catalogue of Life.